# Gliederschmerz
Als Gliederschmerz bezeichnet man umgangssprachlich jede Schmerzempfindung in den Extremitäten. In der Pluralform wird Gliederschmerzen auch in der medizinischen Literatur für die Kombination aus überwiegend symmetrisch auftretenden Myalgien (Muskelschmerzen), Arthralgien (Gelenkschmerzen) und Ostealgien (Knochenschmerzen) verwendet.

## Beschreibung
Meist werden die Schmerzen als ziehend, gelegentlich auch als stechend beschrieben. Die Beschwerden können sowohl nur einzelne Gliedmaßen, als auch alle Extremitäten betreffen. Gliederschmerzen können vorübergehend auftreten oder einen chronischen Charakter haben – zumeist sind Gliederschmerzen kein eigenständiges Krankheitsbild, sondern lediglich ein Symptom.

## Ursachen

### Infektionskrankheiten / Infektionen
Die häufigste Ursache ist ein Grippaler Infekt. Aber auch bei anderen Infektionen, wie zum Beispiel Masern, Mumps oder COVID-19 treten Gliederschmerzen auf.
Die Schmerzen resultieren aus der Immunreaktion gegen den Erreger durch die Ausschüttung schmerzverursachender Botenstoffe, zum Beispiel Prostaglandine. In der Regel verschwindet das Symptom nach Abheilen der Infektion.

### Autoimmunerkrankung
Rheuma, Gicht und Arthritis sind ebenfalls klassische Ursachen von Gliederschmerzen.

### Sonstige Ursachen
Beim Prämenstruellen Syndrom (PMS), können neben Kopfschmerzen oder Konzentrationsstörungen auch Gliederschmerzen auftreten.
Ebenso kann eine Polyneuropathie generalisierte Gliederschmerzen auslösen.
Seltener ist das Raynaud-Syndrom, eine Durchblutungsstörung der Hände und Füße die Ursache für die Gliederschmerzen.